# Carme I
Il Carme 1 di Catullo è il primo del Liber, ovvero la raccolta delle opere dell'autore, ripartita probabilmente dopo la sua morte in maniera arbitraria, secondo un ordine legato alla metrica dei singoli componimenti, piuttosto che cronologico o tematico.
Il Carme I, intitolato poi genericamente Dedica a Cornelio Nepote, contiene appunto un proemio all'opera (non sappiamo se riferibile a tutta la raccolta o solo a una parte, magari ai soli carmi 1-14) e la dedica allo storico contemporaneo di Catullo. Il carme 14 infatti, pur frammentario, sembra contenere un ulteriore proemio a una sezione successiva di poesie. Non è altresì da escludere che la dedica a Cornelio si riferisca solamente alle cosiddette nugae (così i latini chiamavano le "bazzecole"), ovvero i carmi compresi nella prima e nella terza parte, e non anche ai carmina docta che occupano invece la parte centrale. 
Il carme I è comunque uno dei primi autorevoli esempi di poesia dedicatoria che andava diffondendosi nella Roma tardo-repubblicana, mutuata dalla Grecia e adottata poi stabilmente da poeti dell'età imperiale come Orazio e Marziale.
Cornelio Nepote, originario come Catullo della Gallia Cisalpina, oltre a essere stato uno storico autore del De viris illustribus, fu un ammiratore dei poetae novi e , come testimonia Plinio il Giovane (Epistole V, 3, 6), si cimentò in alcuni carmi nel genere erotico.

## Analisi
Il componimento è in endecasillabi faleci. Nel primo verso l'autore immagina di avere in mano il primo esemplare del suo "libellus" e si domanda a chi dedicarlo, secondo il modello ellenistico di aggiungere una dedica sulla parte esteriore del volume: "A chi mai dedicherò questo grazioso libretto?".  Il poeta sceglie l'indicativo "dono" (dedico) e non il potenziale o il futuro, conferendo certezza al significato dedicatorio della sua opera. L'aggettivo lepidus è da riferire poi all'aspetto esteriore del volume, più che al suo contenuto, e ciò vale anche per l'arcaico novom, da intendere come "appena venuto alla luce". 
Anche il secondo verso si concentra sulla bellezza esteriore del libello, sottolineando la sensazione piacevole di stringerlo tra le mani appena levigato con la scabra pietra pomice (ai bordi superiore e inferiore, secondo l'uso di lavorazione del rotolo di papiro). "Cornelio, tibi" fuga ogni dubbio sul destinatario della dedica, ovvero colui "che era solito attribuire qualche valore (putare esse aliquid) a queste mie bazzecole". Segue una lode a Cornelio introdotta menzionando gli elogi che questi, a sua volta, era solito esprimere ai componimenti catulliani (l'imperfetto solebas induce a ritenere che Catullo avesse ricevuto questi apprezzamenti nel corso di amichevoli conversazioni e non in forma ufficiale). Lo storico viene esaltato da Catullo come "l'unico tra gli Italici ad aver osato narrare la storia universale (omne aevum) in tre volumi dotti e, per Giove!, laboriosi": si tratta dei perduti Chronica. Evidentemente la dedica avvenne quando non erano ancora stati pubblicati né gli Annales di Varrone né il Liber Annalis di Attico.
Iuppiter ("per Giove") è un'esclamazione frequente della lingua parlata, serbatoio lessicale al quale Catullo attinse spesso. Con cartis si devono intendere i volumen, ovvero le lunghe strisce di foglie di papiro incollate, non i moderni volumi/libri, il cui uso si diffuse solo nel Medioevo. Catullo conclude con una esortazione ad accettare questo libricino quidquid e qualecumque, cioè qualunque ne sia il pregio, esprimendo modestia, e infine invocando una generica Musa ispiratrice (patrona virgo) affinché esso sia durevole (perenne) più di una generazione (saeclo). L'auspicio si rivela solenne ma conserva una sostanziale aderenza a quel basso profilo che connota il carme fin dall'inizio, alludendo a una sua conservazione lunga ma non illimitata. 
Circa la scelta di denominare la sua opera (o almeno una parte di essa) con il termine libellus, è plausibile che Catullo opti per un diminutivo che assume un valore sentimentale e non dev'essere quindi necessariamente riferito al numero dei versi.

## Testo
(Traduzione di Luca Canali)